# Соловцов Микола Євгенович
Соловцов Микола Євгенович (нар. 1 січня 1949, Зайсан, Східноказахстанська область, Казахська РСР, СРСР) — радянський та російський воєначальник, Командувач ракетними військами стратегічного призначення Російської Федерації (27.04.2001 — 03.08.2009), генерал-полковник (1995), доктор військових наук (2001), професор (1999), член-кореспондент Російської академії ракетних й артилерійських наук (2004), лауреат премії Уряду РФ в галузі науки і техніки (2004).

## Біографія
Закінчив Ростовське вище військове командно-інженерне училище імені головного маршала артилерії М. І. Нєдєліна (1966—1971), Військову академію імені Ф. Е. Дзержинського (1974—1977); академічні курси цієї академії (1984), Військову академію Генерального штабу Збройних Сил імені К. Є. Ворошилова (1991, екстерном).
Після закінчення училища служив інженером, потім командиром групи пуску ракетного полку (Алейськ). Після закінчення академії служив начальником штабу ракетного полку (Ужур), начальником штабу ракетного полку (1980, Пашино), командиром гвардійського ракетного полку (1980—1983), начальником штабу 39-ї ракетної Глухівської дивізії (1983—1984), командиром 35-ї ракетної дивізії (12.1984-01.1989, Барнаул).
Будучи головою Державної комісії, безпосередньо здійснював контроль якості будівництва бойових ракетних комплексів «Тополь» та прийом їх в експлуатацію. Перші ракетні полки, озброєні рухомим ракетним комплексом «Тополь» із 1985 року приступили до несення бойового чергування.
У січні 1989 року — листопаді 1992 року — перший заступник командувача 31-ю ракетною армією (Оренбург).
Із листопада 1992 року по червнь 1994 року — командувач 53-ю ракетною армією (Чита).
Із червня 1994 року по серпнь 1997 року — перший заступник головнокомандувача ракетними військами стратегічного призначення.
У серпні 1997 — квітні 2001 року — начальник Військової академії імені Ф. Е. Дзержинського (у липні 1998 року перейменована у Військову академію РВСП імені Петра Великого).
Із 27.04.2001 року по 03.08.2009 рік — командувач ракетними військами стратегічного призначення, голова Військової ради РВСП.
Під його безпосереднім керівництвом у РВСП були прийняті на озброєння нові ракетні комплекси, а також продовжені терміни експлуатації ракет, що вже стоять на бойовому чергуванні. Військово-економічна робота з продовження термінів експлуатації ракетних комплексів дозволила зберегти угруповання на рівні договірних відносин і вивільнити величезні фінансові та інші ресурси для їх використання в інших областях військового будівництва.
Доктор військових наук (2001), професор (1999), член-кореспондент Російської академії ракетних й артилерійських наук (2004), лауреат премії Уряду РФ в галузі науки і техніки (2004). Має понад 40 наукових робіт, що використовуються в навчальному і виховному процесі у ВНЗ і військах. Під його редакцією до 50-річчя РВСП вперше створена «Енциклопедія Ракетних військ стратегічного призначення». Удостоєний премії Уряду РФ за створення ракетно-космічної системи на базі стратегічних ракет РС-20 для запуску космічних апаратів (програма «Дніпро»). Вніс значний внесок у розробку концептуальних документів із військової безпеки РФ, в теорію і практику подальшого розвитку РВСП, обгрунтування їх ролі та місця в стратегічному ядерному стримуванні.
Із серпня 2009 року у відставці.

## Звання
- Військові звання капітана, підполковника та полковника присвоєні достроково.
- Генерал-майор (1988)
- Генерал-лейтенант (1993)
- Генерал-полковник (1995)
- Почесний громадянин ЗАТО Первомайський Кіровської області

## Нагороди
- Орден «За заслуги перед Вітчизною» IV ступеня (2004)
- Орден «За військові заслуги» (1996)
- Орден «Знак Пошани» (1980)
- Орден «За службу Батьківщині у Збройних Силах СРСР» III ступеня (1990)
- інші медалі

## Праці
- Военный энциклопедический словарь ракетных войск стратегического назначения (ВЭС РВСН). / Гл. ред.: И. Д. Сергеев, В. Н. Яковлев, Н. Е. Соловцов. Москва; Министерство обороны Российской Федерации, Большая Российская энциклопедия; 1999. — 634 с. — 8500 экз. — ISBN 5-85270-315-X.